# عنق بلشرف (الضليعة)
'

تعديل مصدري - تعديل

عنق بلشرف هي إحدى قرى عزلة الضليعة بمديرية الضليعة التابعة لمحافظة حضرموت، بلغ تعداد سكانها 128 نسمة حسب تعداد اليمن لعام 2004.